# Музей Конде
Музей Конде (фр. Musée Condé) — музей у замку Шантійї, що за 40 км на північ від Парижа, на території найбільшого у Франції родинного володіння принців.
Зібрання музею Конде нараховує близько 800 робіт старих майстрів і за розмірами та значенням є другим після колекції Лувру. В ньому представлені полотна Рафаеля, Пуссена, Енгра, Делакруа, Клуе, Ватто тощо.